# Núcleos septales
El área septal (área olfatoria medial) son estructuras que se encuentran por debajo de la tribuna (pico) del cuerpo calloso en la parte delantera de la lámina terminal (la capa de materia gris en el cerebro que conecta el quiasma óptico y la comisura anterior, donde este último se continúa con la lámina rostral) , compuesto por neuronas de tamaño medio agrupadas en grupos: medial, lateral y posterior. Además existen los núcleos septales, situados anteriormente a la comisura anterior e inferiormente a la rodilla del cuerpo calloso, en el área septal.
Los núcleos septales reciben fibras aferentes desde múltiples localizaciones: del bulbo olfatorio por la estría olfatoria medial, del hipocampo por el fórnix, del cuerpo amigdalino por la estría terminal y también de la corteza prefrontal. Así pues, son un centro de relevo crucial, un centro de asociación entre el rinencéfalo, la corteza visceral, el hipotálamo y el epitálamo. Los núcleos septales envían sus fibras eferentes hacia el hipotálamo y el epitálamo.

## Proyecciones
Existen dos tipos de proyecciones, la proyección hipotalámica y la epitalámica que serán explicadas a continuación:
- La proyección hipotalámica se realiza por medio de un fascículo de fibras poco mielinizadas: se trata del fascículo prosencefálico medial, que discurre entre los núcleos mediales y laterales del hipotálamo, se distribuye hacia los núcleos hipotalámicos y el cuerpo mamilar y descendiente hasta el tegmento del tronco del encéfalo.

- La proyección epitalámica está constituida por la estría medular del tálamo, que bordea la habénula. La habénula termina posterior al núcleo de la habénula. En ese punto hace relevo y la nueva vía, denominada tracto habenulointerpenduncular o fascículo retrorreflejo (Meynert), termina en el núcleo interpenduncular, que finalmente se proyecta sobre los centros vegetativos del tronco del encéfalo.

## Función
Parecen actuar  con el hipotálamo medial y el hipocampo produciendo una inhibición interna en el sistema límbico y el nivel de alerta, lo que ayuda a mantener  la memoria y la atención selectiva. Dentro de las funciones del núcleos septales, está la de regular los niveles emocionales y de alerta, también mantener al organismo en estado de quietud listo para responder o reaccionar. Esta estructura parece servir como una interfaz integradora entre la memoria, la motivación, la emoción y el estado de alerta, modulando las sensaciones placenteras y los estados de activación externos.